# Joseph (dictionnaire)
Pour les articles homonymes, voir Joseph.
Le Dictionnaire biographique des artistes contemporains : 1910-1930, publié sous la direction de René Édouard-Joseph, couramment appelé « le Joseph », est paru en quatre volumes, dont un supplément :
- vol. 1, de A à E, achevé d'imprimer le 30 avril 1930, chez Braun et Cie, Mulhouse-Paris, 478 pages.
- vol. 2, de F à Ma, achevé d'imprimer le 15 novembre 1931, chez Georges Lang, 11, rue Curial à Paris, 478 pages.
- vol. 3, de Me à Z, achevé d'imprimer le 15 décembre 1933, chez SADAG à Bellegarde-sur-Valserine, 478 pages, dont deux d'errata et une table des monogrammes.
- Supplément, achevé d'imprimer le 15 janvier 1937, chez SADAG.

## Présentation
Le « Joseph » donne un certain nombre de renseignements sur des artistes contemporains du premier tiers du XXe siècle, parfois relativement oubliés.
Le premier tome est publié sous la marque Art & Édition, à l'adresse du 67 rue Caulaincourt. 
En 1934, la librairie Gründ assure la diffusion des trois tomes, au prix de 600 francs.
L'impression des illustrations contenues dans l'ouvrage est en héliogravure.